# Renealmia cernua
Renealmia cernua là một loài thực vật có hoa trong họ Gừng. Loài này được (Sw. ex Roem. & Schult.) J.F.Macbr. miêu tả khoa học đầu tiên năm 1931.

## Hình ảnh

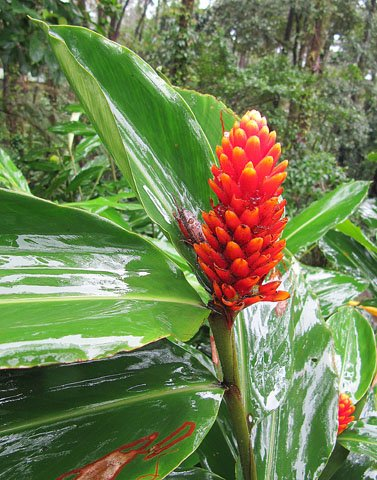
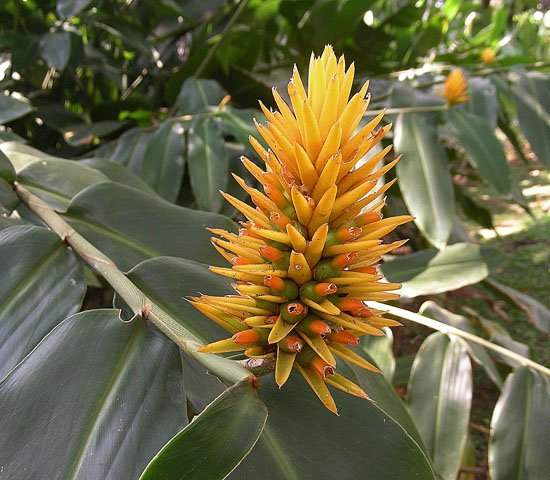
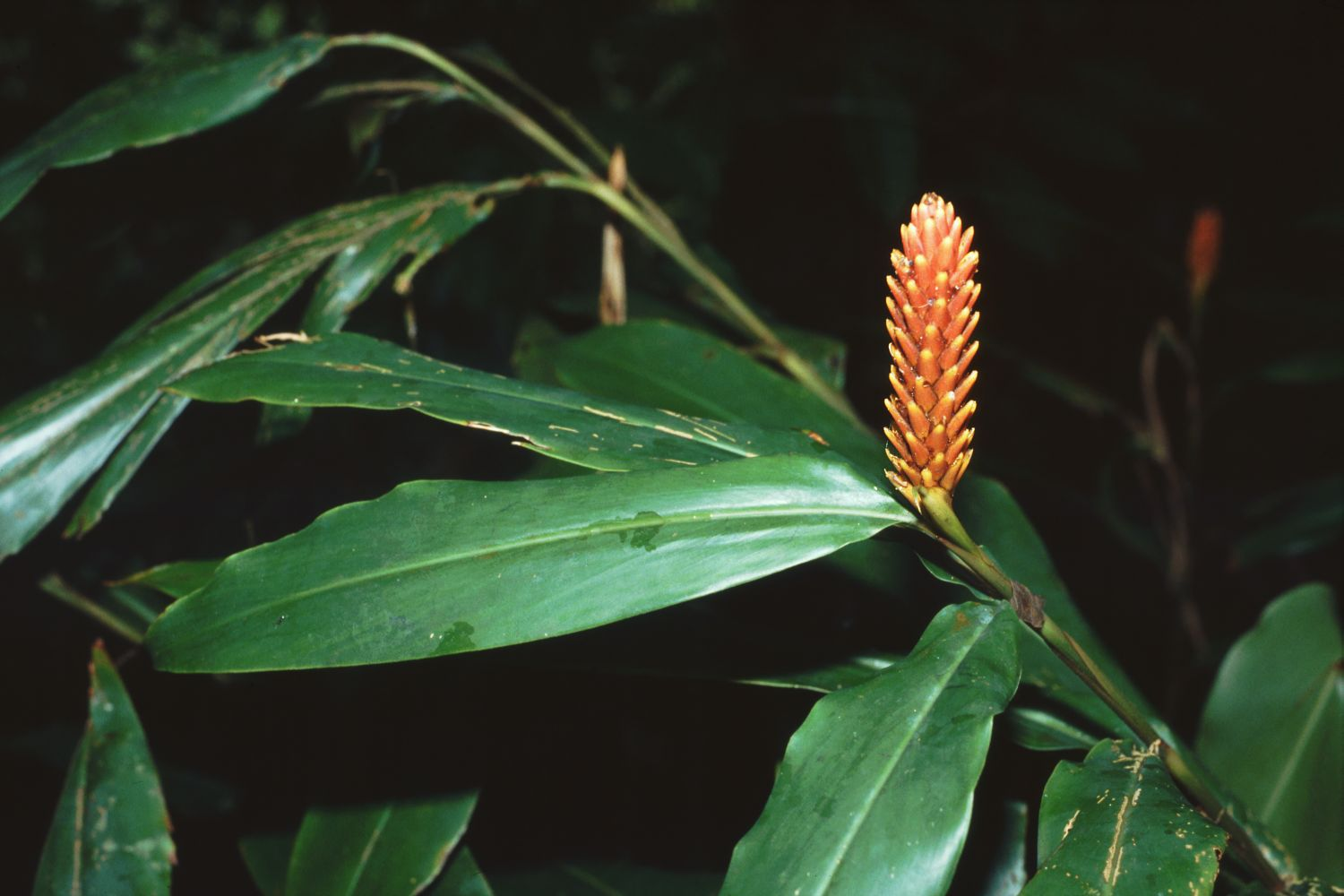